# Каботов пролаз
Каботов пролаз (енгл. Cabot Strait, фра. détroit de Cabot) је пролаз или тјеснац (теснац) у источној Канади, између Њуфаундленда (Newfoundland) и острва Кејп Бретон (Cape Breton). 
Добио је име по Ђеновљанском истраживачу Ђованију Каботу (Giovanni Caboto).